# Lautenbachzell
Lautenbachzell (en alsacià Lütebàchzall) és un municipi francès, situat a la regió del Gran Est, al departament de l'Alt Rin. L'any 2004 tenia 1.002 habitants.

## Demografia
| 1962 | 1968 | 1975 | 1982 | 1990 | 1999 |
| ---- | ---- | ---- | ---- | ---- | ---- |
| 957  | 977  | 935  | 861  | 912  | 935  |

## Administració
| Període   | Identitat            | Partit |
| --------- | -------------------- | ------ |
| 2002-2008 | François Grunenbeger |        |
| 2008-     | Richard Gall         |        |

## Galeria d'imatges

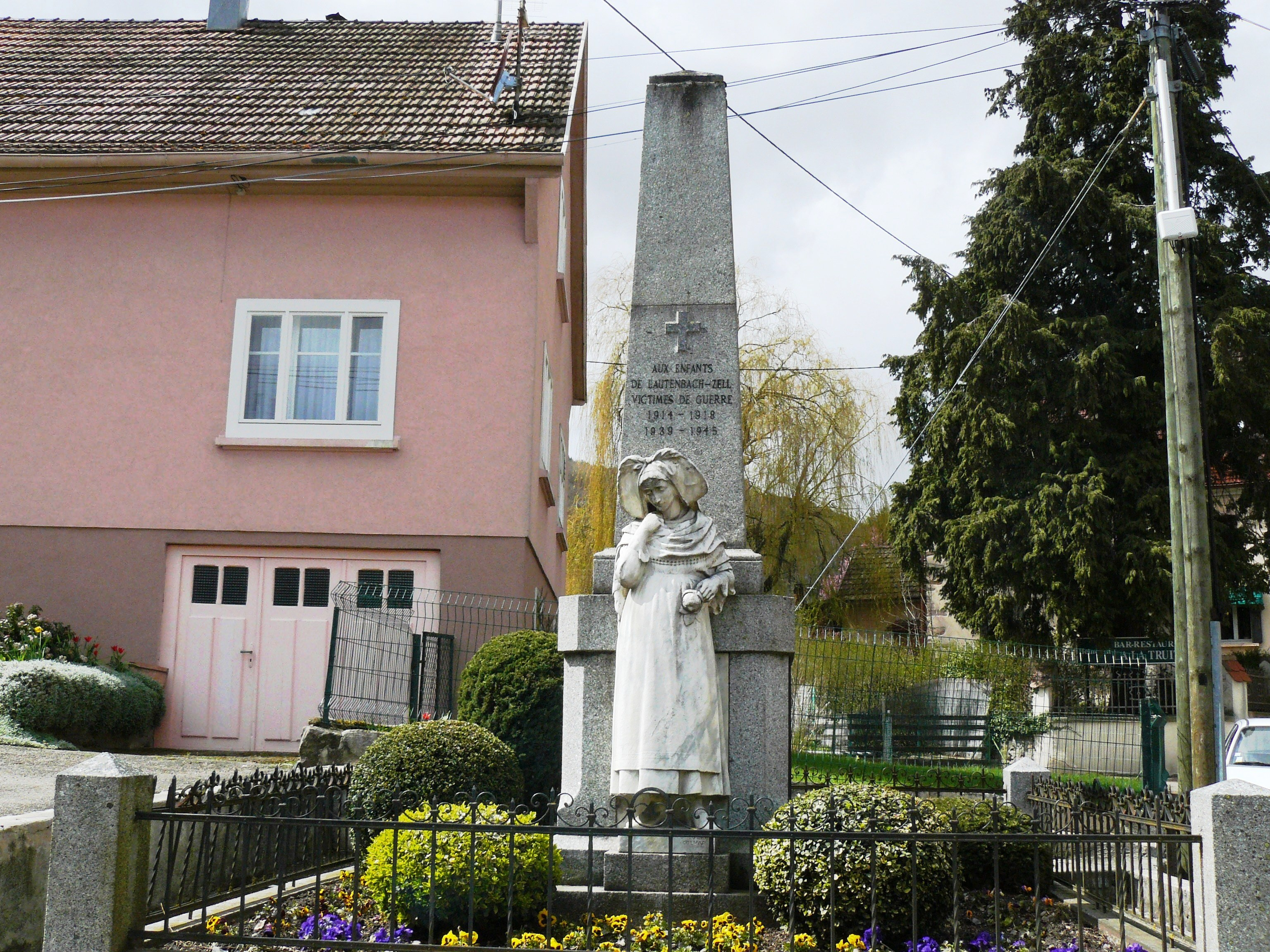
Monument als morts
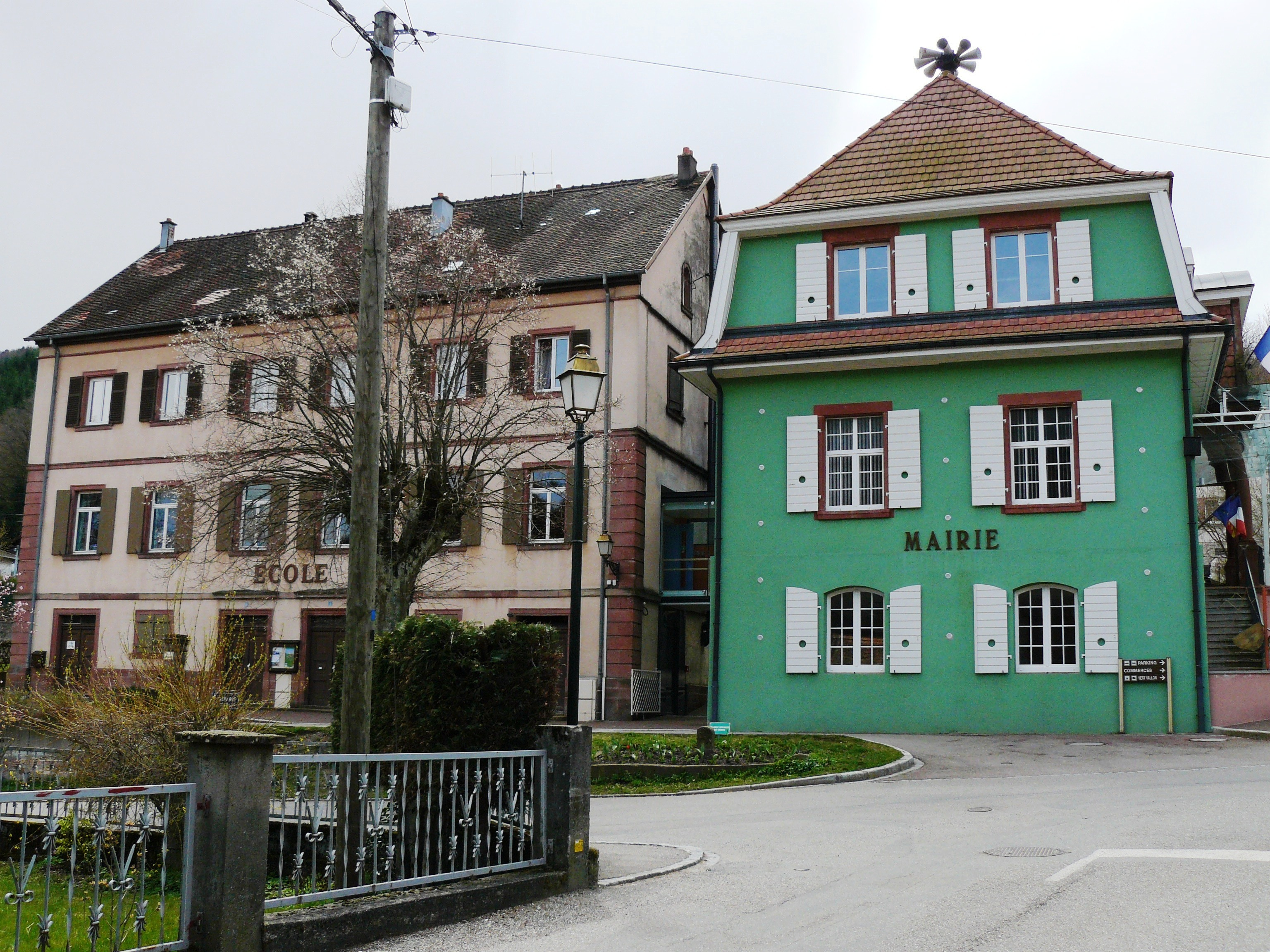
Alcaldia
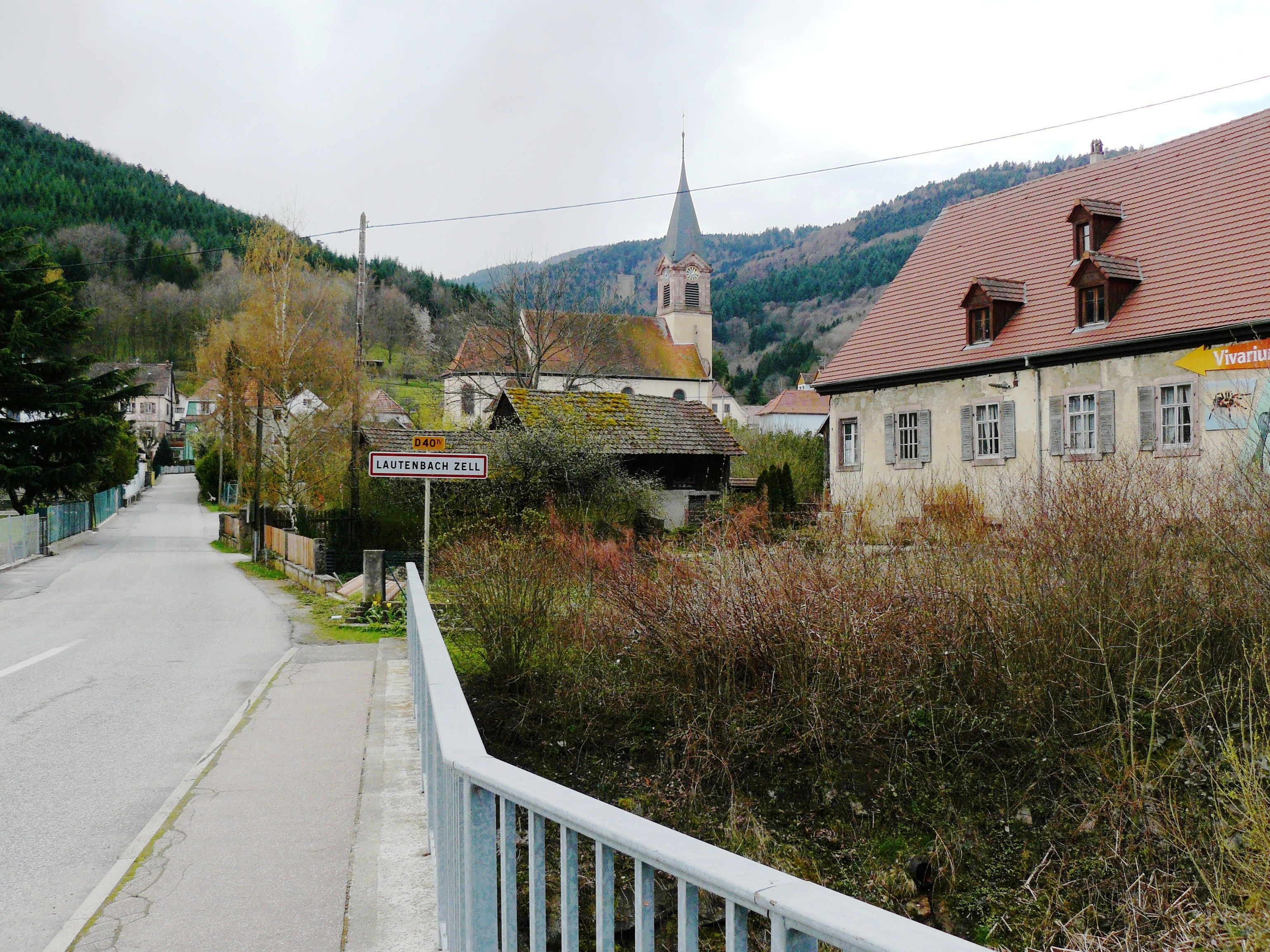
Entrada a la vila